# 6月28日 (旧暦)
旧暦6月28日は旧暦6月の28日目である。六曜は先負である。

## できごと
- 元亀元年（ユリウス暦1570年7月30日） - 姉川の戦い。織田信長・徳川家康連合軍が浅井長政・朝倉義景連合軍を破る
- 享和元年（グレゴリオ暦1801年8月7日） - 富山元十郎らが千島列島のウルップ島に「天地長久大日本属島」の標柱を立てる
- 天保8年（グレゴリオ暦1837年7月30日） - モリソン号事件。日本人漂流民を乗せて浦賀に来航した米商船モリソン号に浦賀奉行が砲撃

## 誕生日
- 天保6年（グレゴリオ暦1835年7月23日） - 細川韶邦、熊本藩主（+ 1876年）
- 慶応元年（グレゴリオ暦1865年8月15日） - 長岡半太郎、物理学者（+ 1950年）
- 同治10年（グレゴリオ暦1871年8月14日） - 光緒帝、清の11代皇帝（+ 1908年）

## 忌日
- 元亀元年（ユリウス暦1570年7月30日） - 浅井政之、浅井氏一門、長政の弟（* 生年不詳）
- 元亀元年（ユリウス暦1570年7月30日） - 浅井政澄、浅井氏の家臣（* 生年不詳）
- 元亀元年（ユリウス暦1570年7月30日） - 遠藤直経、浅井氏の家臣（* 1531年）
- 元亀元年（ユリウス暦1570年7月30日） - 真柄直隆、浅井氏の家臣（* 1536年）
- 万治元年（グレゴリオ暦1659年8月16日） - 井伊直孝、彦根藩主（* 1590年）
- 寛政5年（グレゴリオ暦1793年8月4日） - 高山彦九郎、勤王家（* 1747年）
- 文政5年（グレゴリオ暦1822年8月14日） - 諏訪忠粛、第7代高島藩主（* 1747年）